# Isosaari (ö i Finland, Österbotten)
Isosaari är en ö i Finland. Den ligger i Kyro älv och i kommunen Vasa i den ekonomiska regionen  Vasa  och landskapet Österbotten, i den sydvästra delen av landet, 400 km norr om huvudstaden Helsingfors. Öns area är 35,2 hektar och dess största längd är 1,1 kilometer i öst-västlig riktning.